# Artena velutina
Artena velutina är en fjärilsart som beskrevs av Louis Beethoven Prout 1919. Artena velutina ingår i släktet Artena och familjen nattflyn. Inga underarter finns listade i Catalogue of Life.